# Ecce homo (око 1490)
Ecce Homo је слика Хијеронимуса Боша коју је насликао током 1490-их. Слика се налази у Музеју уметности у Филаделфији. 
Постоји још једна Бошова слика истог имена.